# Accident d'un Cessna 206 en Colombie

La zone où les enfants ont disparu.

Le 1er mai 2023, à 7 h 50 heure locale, un Cessna 206 opérant un vol charter intérieur, avec sept personnes à bord, s'écrase dans la jungle du département de Caquetá en Colombie près de Solano. Le pilote et un autre adulte ont été tués à l'impact, tandis que cinq passagers, une mère et quatre enfants, ont survécu à l'accident. La mère est décédée quelques jours plus tard, laissant les enfants seuls. Les enfants, âgés de 11 mois à 13 ans, ont survécu pendant 40 jours dans la forêt amazonienne avant d'être secourus par l'armée colombienne et des volontaires des populations autochtones locales,,.

## Résumé du vol et accident
L'avion Cessna 206, exploité par Avianline Charters, est parti le matin du 1er mai 2023 de l'aéroport d'Araracuara, en Colombie, pour un vol charter intérieur à destination de San José del Guaviare, à 350 kilomètres (217 mi) au nord. À 7 h 34 heure locale, le pilote a lancé un appel de détresse signalant une panne moteur et le contact radio a été perdu peu de temps après. L'armée de l'air colombienne a immédiatement envoyé des engins pour fouiller la zone : un Basler BT-67 et un hélicoptère Bell UH-1N,.
Le 1er mai 2023, un avion léger Cessna 206 effectuait un vol entre Araracuara, dans la province d'Amazonas, et San José del Guaviare avec sept personnes à bord, avant de s'écraser dans la jungle du département de Caquetá en Colombie. Trois des occupants - le pilote et deux adultes - sont tués à la suite de l'accident, mais les quatre autres - des enfants âgés de 11 mois à 13 ans - parviennent à survivre plus de cinq semaines dans la forêt tropicale, dans une région difficile d'accès, avant d'être secourus par les autorités colombiennes et évacués sains et saufs vers la capitale colombienne, Bogota.
Selon les enfants, leur mère, présente dans l'avion, aurait survécu quatre jours avant de succomber des suites de ses blessures.

## Passagers et équipage
À bord de l'avion se trouvaient le pilote, Hernando Murcia Morales, et six passagers : une mère, Magdalena Mucutuy Valencia, avec ses quatre enfants âgés de 13, 9, 4 et 1 ans, et un chef indigène local, Herman Mendoza Hernández. Le pilote et Mendoza sont morts sur le coup et la mère est décédée quatre jours plus tard,. Les quatre frères et sœurs ont survécu. La famille faisait partie des Uitoto, un peuple autochtone familier avec l'environnement de la jungle et dont les membres apprennent à chasser, pêcher et cueillir dès leur plus jeune âge,,,.

## Recherche et secours
Après l'accident, alors que les enfants s'adressaient aux autorités, ils expliquent que, pendant qu'elle était encore vivante, leur mère les a exhortés à « partir et chercher de l'aide ». Les quatre enfants se sont éloignés de l'épave et ont commencé à errer dans la forêt, survivant en mangeant de la farine de manioc récupérée de l'épave de l'avion, des fruits de palmiers Bacaba et des graines d'avichures (en) dans leur environnement. Membres du peuple Uitoto, ils connaissaient bien la forêt et les différentes sources de nourriture qui s'y trouvent.
Des équipes de recherche et de sauvetage de l'armée colombienne et des communautés autochtones locales ont commencé à fouiller la zone à la recherche d'épaves et de restes. Ils ont localisé l'épave du Cessna le 15 mai, deux semaines après l'accident. Le président de la république de Colombie Gustavo Petro a initialement tweeté que les enfants avaient été retrouvés à ce moment-là, mais ce tweet a été retiré moins de 24 heures plus tard. Ils ont également trouvé des objets appartenant aux enfants, dont une gourde pour enfant, et des traces d'un abri de fortune, suggérant que les enfants pourraient être encore en vie. Une petite empreinte de pas a été trouvée une semaine plus tard. Des haut-parleurs d'une portée d'un kilomètre et demi ont été utilisés pour diffuser des messages dans la langue Witoto murui, conseillant aux enfants  de rester au même endroit afin qu'ils puissent être retrouvés par les sauveteurs. Le chef de l'Institut colombien du bien-être familial a déclaré que, comme « la jungle était [en période de] récolte », les enfants pouvaient trouver et manger de nombreux fruits,,.

### Secours
Quarante jours après l'accident, le 10 juin 2023, les quatre enfants ont été retrouvés et évacués vers la capitale colombienne Bogota pour y être soignés. Selon les sauveteurs, les enfants souffraient de malnutrition et avaient de nombreuses piqûres d'insectes, mais aucun problème de santé majeur. La fille de 13 ans semble avoir été habituée à garder les autres enfants lorsque leur mère était au travail. Au moment où les enfants ont été découverts, environ 150 soldats et sauveteurs et 200 volontaires de groupes autochtones locaux les recherchaient ; des chiens de recherche et de sauvetage spécialisés les ont trouvés. Le président Petro a déclaré que c'était « un exemple de survie totale qui restera dans l'histoire »,,.

## Bataille pour la garde parentale
À la suite du sauvetage des enfants, leur grand-père maternel, Narciso Mucutuy, a demandé que les enfants viennent vivre plus près de leur famille à Villavicencio. Une bataille judiciaire pour la garde s'est suivie entre le père des deux plus jeunes enfants, Manuel Ranoque, et leur grand-père, qui a porté plainte pour violence familiale contre leur père. Les deux enfants aînés ont un père différent et Ranoque n'a pas eu accès à eux après l'accident. Au 13 juin, une agence de protection de l'enfance était en train d'interroger des proches pour déterminer l'arrangement de garde le plus approprié et a déclaré qu'elle enquêtait sur les allégations de violence domestique.